# 무토 스케요리
무토 스케요리(일본어: 武藤資頼)는 일본 헤이안 시대(平安時代) 말기에서 가마쿠라 시대(鎌倉時代) 초기에 걸쳐 활동했던 무장 ・ 고케닌(御家人) ・ 슈고(守護)이다.

## 출자
무토 씨의 출자는 확실하지 않지만, 후지와라노 미치나가(藤原道長)의 후예라 칭하였으며, 대대로 무사시국(武蔵国)의 지행(知行)을 맡아서 무토 씨(武藤氏)를 칭하였다고 한다. 나아가 진제이(鎮西) 호족들의 흥망을 기록한 전기(戦記) 기록인 『북비전기』(北肥戦記)에 따르면 「좌중장(左中将) 오와리노카미(尾張守) 후지와라노 나가요리(藤原長頼)는 세세토록 전하여 온 지행지(知行地)인 부슈(武州) 도쓰카 향(戸塚郷)으로 내려와 무토 중장(武藤中将)이라 칭하였다. 그 아들 요리우지(頼氏)가 하치만타로 요시이에(八幡太郎義家)를 따라 오슈(奥州)로 출진하여 요세카케(寄懸) 무늬 깃발을 하사받았다.」라고 되어 있다. 이를 들어 요리우지의 자손인 스케요리는 미치나가의 후손이라고 하는 설도 있다.

## 약력
무토 스케요리는 처음에는 헤이케 일문인 다이라노 도모모리(平知盛)의 부장이었으나 이치노타니 전투(一ノ谷の戦い) 때에 지인이자 미나모토노 요리토모(源頼朝)의 측근인 가지와라노 가게토키(梶原景時)를 통해 투항 의사를 밝혔고, 미우라 요시즈미(三浦義澄)와 만난 뒤에 사면받고 요리토모의 게닌(家人)이 되었다. 요리토모의 적자인 요리이에(頼家)의 겐푸쿠(元服) 식전에 있어서는 유직고실(有職故実)의 지도를 맡았으며, 오슈 후지와라 씨를 멸망시킨 오슈 전투(奥州合戦)에도 출진하여 공을 세우고 데와국(出羽国) 오오이즈미 장(大泉庄)의 지토(地頭)로 임명되었다. 그 재임 기간 중에 슈겐도(修験道)의 본산인 하구로 산령(羽黒山領)을 쳐서 하구로 산의 주도(衆徒, 승병)들과 항쟁을 벌이기도 하였다. 겐큐(建久) 2년(1191년)에는 요리토모의 명으로 다이라노 모리토키(平盛時)와 함께 관리들을 이세(伊勢) ・ 시마(志摩) 두 구니(国)로 파견, 몰관된 옛 헤이케 영지를 살피기도 하였다.
겐큐 연간에 스케요리는 규슈로 파견되어 규슈 지역을 총괄하는 다자이후(大宰府)의 쇼니(少弐)직에 임명되었고, 유부(猶父) ・ 요리히라(頼平)의 조카에 해당하는 오토모 요시나오(大友能直)와 함께 진제이부교(鎮西奉行)로 취임하였다. 나아가 히젠(肥前)、지쿠젠(筑前)、부젠(豊前)、이키(壱岐)、쓰시마(対馬)의 슈고(守護)가 되었다.
가마쿠라 막부는 사이고쿠(西國) 지역 슈고들을 대상으로 악당(悪党, 아쿠토) 단속 및 진압을 명령하였는데 《아즈마카가미》 안테이(安貞) 원년(1227년) 5월 14일조 및 《햐쿠렌쇼》(百練抄) 가로쿠(嘉禄) 3년(1227년) 7월 21일조에는 고려가 사자를 파견해, 지난 해 6월 쓰시마의 아쿠토들이 고려국 전라주(全羅州)를 공격해 재물을 약탈하고 주민들을 다치게 한 것에 대한 대응을 요구해왔고, 이때 다자이노쇼니 무토 스케요리가 체포된 아쿠토 90명의 목을 고려의 사신 박인(朴寅)이 보는 앞에서 참수하고 고려에 사신을 보내 약탈 피해에 대해 사죄하였다고 한다.
무토 스케요리는 일개 고케닌 신분으로써 본래는 구게(公家)의 관직에 해당하는 다자이노쇼니에 임명된 최초의 인물이었다. 이후 다자이노쇼니직은 스케요리의 아들 스케요시(資能)를 시작으로 그 자손들에게로 세습되었고, 스케요시는 쇼니를 칭하며 그 자손들은 대대로 기타큐슈(北九州)의 명문 세족 쇼니 씨(少弐氏)로써 발전하게 된다.

## 참고 문헌
- 『아즈마카가미』(吾妻鏡)권제11
- 『교쿠요』(玉葉) 권61